# 張表 (蜀漢)
张表（？—？），字伯达，蜀郡人，三国时期蜀汉官员，益州别驾从事張松之子，一说为张肃之子，或言张表原为张肃之子，因为张肃告密使得张松一家被杀，刘备厌恶张肃而使张表为张松之子奉张松之后。曾任安南将军、尚书、庲降都督、后将军诸职。

## 生平
张表是当时的名士，与犍为杨戏、巴西程祁、巴郡杨汰同时知名，有着威重的仪表风度，刚开始名位都与楊戲平齐，后来官至尚书、庲降都督（接任逝去的马忠，加安南将军，以杨戏为副手）、后将军，比楊戲先早死。

## 评价
陈寿：“张表，时名士，清望逾忠。閻宇，宿有功干，于事精勤。继踵在忠后，其威风称绩，皆不及忠。”“张表有威仪风观。”